# Molophilus (Promolophilus) nitidus
Molophilus (Promolophilus) nitidus is een tweevleugelige uit de familie steltmuggen (Limoniidae). De soort komt voor in het Nearctisch gebied.